# شال (بوئین‌زهرا)
شال
(به تاتی ایران: چال) شهری است در بخش شال، شهرستان بوئین‌زهرا، کهن‌ترین بخش بوئین‌زهرا با باغ‌های انگور و شهرک صنعتی آجرپزی و جزء ۵ شهرک صنعتی آجرپزی ایران و استان قزوین که در بستر رودخانه خررود یا خروط واقع شده که این رودخانه، اسفرورین و شال را از هم جدا می‌کند. رودخانه در سال‌های نه چندان دور از اوایل پاییز و تا اوایل تابستان جریان داشته؛ اما کمی بیشتر از یک دهه پیش به علت خشکسالی‌های دائم و سوءاستفاده بالا دست‌ها (سدهای خرد غیرمجاز) و احداث سد اصلی در بالادست کاملاً خشک و بی‌آب شده است. مردم با فرهنگ شال یکتاپرست هستند. شهر شال باغات انگور زیادی دارد، و به یکی از صادرکنندگان اصلی کشمش به کشورهای همسایه تبدیل شده است. نژاد گوسفند شال یکی از بهترین نژاد گوسفند ایران است. شال بزرگ‌ترین شهر تات‌نشین در شهرستان بوئین‌زهرا و استان قزوین است. شال ره‌آوردی چون انگور و کشمش دارد. از شهرهای نزدیک به شال می‌توان به اسفرورین و دانسفهان نیز اشاره کرد. شال دارای یک دانشگاه آزاد اسلامی و یک دانشگاه پیام نور نیز می‌باشد.

## محله‌های شهر
این شهر به سه محله اصلی و چندین گذر تقسیم شده است:
1. محلهٔ داغ (چمبک یا محله نادری‌ها، قلعه میرزا خان، قلعه هاشم خان، خورک، سیبک و کوچه) و چندین گذر تشکیل شده که عبارتند از: گذر شهبازی‌ها و گذر رفیعی‌ها
2. محلهٔ علیا یا گلیکیه (حصار، رزگیرا، جرینک)
3. محلهٔ سفلی (جرینه محله) گذر شاه‌محمدی‌ها

و در کل یکی از قدیمی‌ترین و مهم‌ترین مکان‌ها، سیبک به معنی (سی تا بزرگ) می‌باشد که هم‌اکنون مدرسه شهید شهبازی و اداره پست و مسجد علی‌بن‌ابی‌طالب در آن واقع می‌باشد و دلیل نامگذاری این محل بخاطر بزرگانی است که در اطراف این میدانگاه زندگی می‌کردند، از جمله نادری‌ها، سلطانی‌ها، عظیمی‌ها، شهبازی‌ها، شیخ‌ سلیمانی‌ها، کرمی‌ها و محمدخانی‌ها، مشهدی‌حسینی‌ها، رفیعی‌ها و غیره… و در کل اکثر تجمعات مذهبی در این قسمت برگزار می‌شده است.

## زبان
مردم شال به زبان تاتی (گویش شالی) صحبت می‌کنند

## صنعت آجرپزی
صنعت این شهر به حدود ۲۰۰ واحد کورهٔ آجرپزی هوفمن و سفال طوری که این شهر به قطب تولید آجر استان‌های قزوین، زنجان، گیلان و بخش‌های از البرز، تهران و مازندران تبدیل شده است، اختصاص دارد.∗

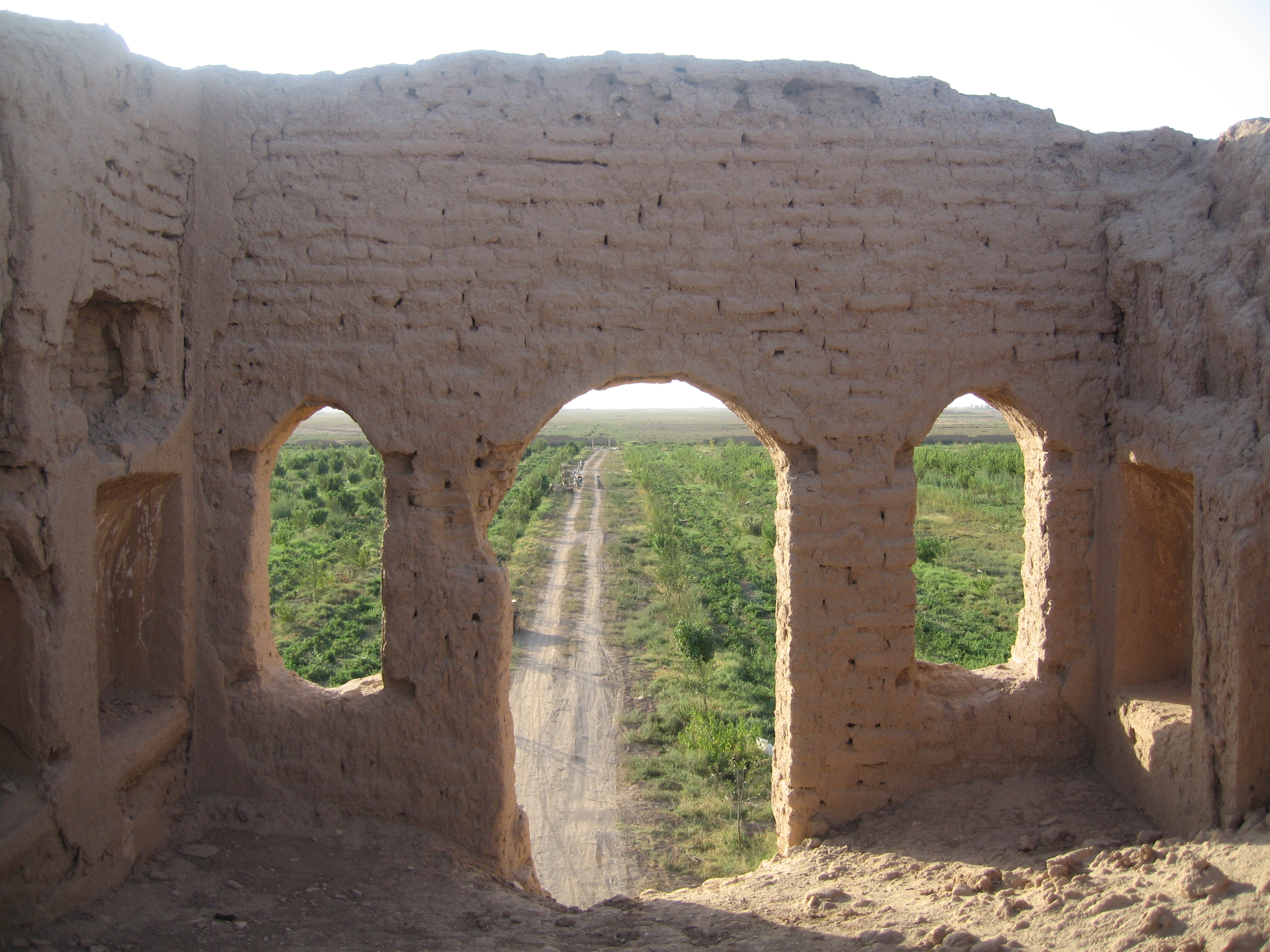
قلعهٔ خیرآباد، نزدیک شهر شال است که قدمتی بیش از ۱۵۰ سال دارد.
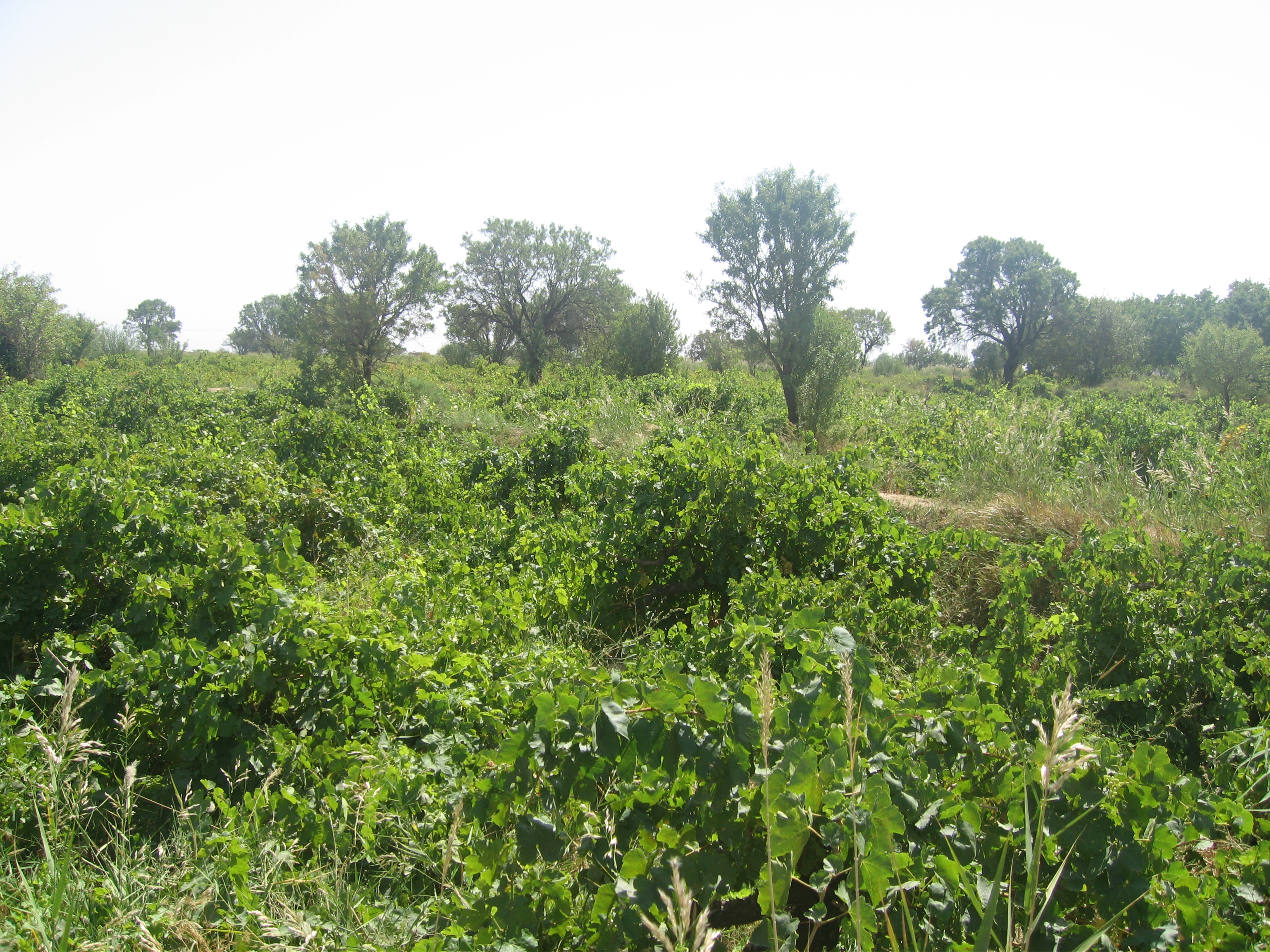
یک تاکستان در شال (منطقهٔ خورک)